# Ernst Nowack
Ernst Nowack, bis 1919 Nowak, (* 9. Oktober 1891 in Mníšek; † 7. März 1946 in Seeham) war ein österreichischer Geologe.

## Leben
Nowack studierte nach dem Abitur in Prag ab 1909 Geologie, Petrographie und Geographie an der Deutschen Universität Prag und promovierte 1914 mit einer Arbeit über das Silur in Böhmen. 1917/18 war er Wehrgeologe in Albanien und danach bis 1922 Assistent von Wilhelm Petrascheck an der Montanistischen Hochschule Leoben. Von 1922 bis 1924 war er Landesgeologe in Albanien. Auf der Grundlage dieser Arbeit erschien 1929 die erste geologische Karte Albaniens (im Maßstab 1:200.000). 1923 habilitierte er sich in Leoben und wurde 1925 Assistent an der TH Wien. 1926 war er im Auftrag der türkischen Regierung in Anatolien als geologischer Berater und 1929 bis 1931 Gutachter für den Bau des Tauernkraftwerks der AEG. Von 1930 bis 1932 unternahm er erneut Forschungen in Albanien, am Golf von Valona und von 1934 bis 1937 in Tanganjika. Danach war er 1937 bis 1939 mit dem Geologen Clemens Lebling (1884–1967) im Auftrag der italienischen S.A. Mineraria in Äthiopien (Hochland von Harrar, Land der Konso). Seine Erlebnisse wurden nach seinem Tod 1954 publiziert (Land und Volk der Konso, Herausgeber C. Troll). Von 1939 bis 1945 war er Wehrgeologe auf dem Balkan.